# Acacia caesaneura
Acacia caesaneura — вид квіткових рослин з родини бобових. Ареал: Австралія (зх.-цн. Західна Австралія).

## Екологія
A. caesaneura, якщо часто розташовується на рівнинах або хвилястій місцевості, росте на червоно-коричневих піщаних або глинистих ґрунтах, іноді на твердій поверхні, як частина чагарників акації або лісових угруповань.

## Морфологічний опис
Багатостовбурний кущ 3–4 м у висоту, з часом розвивається в дерево 6–10 м у висоту. Густо запушені гілочки мають дискретні смолисті ребра до верхівок. Вічнозелені філодії загнуті назад, і зазвичай мають вузьку видовжену або еліптичну форму, не жорсткі, 2–8 см × 2–12 мм, з багатьма поздовжніми жилками. Суцвіття прості, часто густо притиснуто-запушені; колоси завдовжки 10–20 мм. Стручки довгасті, 1.5–3.5(4.5) см × (7)10–15(20) мм, включаючи крила 1–2(2.5) мм.